# Фалалеев, Альберт Николаевич
Альберт Николаевич Фалалеев (род. 23 июля 1930, г. Ельня, Смоленской области) — советский и российский экономист. Заведующий кафедрой экономической теории и управления КГПУ им. В. П. Астафьева, доктор экономических наук, профессор. Ректор Красноярского государственного педагогического института (с 1993 года — Красноярского государственного педагогического университета) с 1978 по 1997 год.

## Биография
После окончания в 1953 году исторического факультета Красноярского государственного педагогического института был приглашен ассистентом на кафедру политической экономии и философии названного института.
- С 1957 года — старший преподаватель.
- В 1961—1962 учебном году — обучение в очной аспирантуре при кафедре.
- В 1964 году защитил кандидатскую диссертацию, с 1967 года — доцент.
- В 1968—1975 годах — проректор по науке КГПИ.
- В 1975—1977 годах — старший научный сотрудник (докторант) КГПИ.
- В январе 1978 года избран заведующим кафедрой политической экономии, а в феврале 1978 года назначен ректором КГПИ.
- В 1984 году защитил докторскую диссертацию;
- С 1985 года — профессор.

В период, когда А. Н. Фалалеев был ректором КГПИ, этот вуз трижды (в 1981, 1982 и 1985 годах) награждался переходящим Красным Знаменем Министерства просвещения СССР и ЦК профсоюзов работников просвещения, высшей школы и научных учреждений.
В 1988 году А. Н. Фалалеев был избран заместителем председателя Совета ректоров педвузов России, а на следующий год стал единственным ректором, вошедшим в состав комиссии по реорганизации бывшей Академии педнаук СССР. Итогом этой работы стало создание в 1992 году Российской академии образования.
С 16 июня 1992 года — член-корреспондент Российской академии образования.
В декабре 1993 года КГПИ стал одним из первых педвузов страны, получивших университетский статус.

### Научная деятельность
Опубликовал около 160 научных работ, в том числе 12 монографий, учебных и учебно-методических пособий. Под его научным руководством защищено 12 кандидатских диссертаций, двум своим коллегам он помог стать докторами наук.
В 1994 году удостоен звания «Почётный профессор Красноярского государственного педагогического университета».

### Общественная деятельность
Дважды избирался депутатом Красноярского городского совета. В 1987—1998 годах являлся председателем Красноярской краевой организации Детского фонда России.

## Награды
Награждён орденом «Знак Почета» (1981), орденом Трудового Красного Знамени (1986), медалью «За доблестный труд в ознаменование 100-летия со дня рождения В. И. Ленина» (1970), медалью К. Д. Ушинского.
Заслуженный работник высшей школы РФ. В 2000 году награждён знаком «За заслуги перед городом Красноярском».